# Missioni dello Space Shuttle
Quella che segue è la lista delle missioni dello Space Shuttle. La lista è in ordine cronologico e comprende tutte le missioni degli Space Shuttle: Enterprise, Columbia, Challenger, Discovery, Atlantis e Endeavour.
| Ordine            | Data                   | Anno   | Missione | Shuttle    | Durata   | Sito di atterraggio | Note |
| ----------------- | ---------------------- | ------ | -------- | ---------- | -------- | ------------------- | --- |
| (1)               | 12 agosto              | 1977   | ALT-12   | Enterprise | 0d 0h 5m | Edwards             | Primo volo libero dello Space Shuttle |
| (2)               | 13 settembre           | 1977   | ALT-13   | Enterprise | 0d 0h 5m | Edwards             | Secondo volo libero |
| (3)               | 23 settembre           | 1977   | ALT-14   | Enterprise | 0d 0h 5m | Edwards             | Terzo volo libero |
| (4)               | 12 ottobre             | 1977   | ALT-15   | Enterprise | 0d 0h 2m | Edwards             | Quarto volo libero, il primo senza il cono di coda (configurazione operativa) |
| (5)               | 26 ottobre             | 1977   | ALT-16   | Enterprise | 0d 0h 2m | Edwards             | Ultimo volo libero |
| 1                 | 12 aprile              | 1981   | STS-1    | Columbia   | 2g 6h    | Edwards             | Primo volo del Columbia |
| 2                 | 12 novembre            | 1981   | STS-2    | Columbia   | 2g 6h    | Edwards             | |
| 3                 | 22 marzo               | 1982   | STS-3    | Columbia   | 8g 0h    | White Sands         | Primo ed unico atterraggio a White Sands, Nuovo Messico |
| 4                 | 27 giugno              | 1982   | STS-4    | Columbia   | 7g 1h    | Edwards             | |
| 5                 | 11 novembre            | 1982   | STS-5    | Columbia   | 5g 2h    | Edwards             | Lancio di diversi satelliti di telecomunicazione |
| 6                 | 4 aprile               | 1983   | STS-6    | Challenger | 5g 0h    | Edwards             | Lancio del satellite TDRS; primo volo del Challenger |
| 7                 | 18 giugno              | 1983   | STS-7    | Challenger | 6g 2h    | Edwards             | Lancio di diversi satelliti di telecomunicazione |
| 8                 | 30 agosto              | 1983   | STS-8    | Challenger | 6g 1h    | Edwards             | Lancio di satelliti di telecomunicazione |
| 9                 | 28 novembre            | 1983   | STS-9    | Columbia   | 10g 7h   | Edwards             | Missione dedicata allo Spacelab |
| 10                | 3 febbraio             | 1984   | STS-41-B | Challenger | 7g 23h   | Kennedy             | Lancio di satelliti di telecomunicazione, prima passeggiata spaziale senza cavo, primo atterraggio al KSC |
| 11                | 6 aprile               | 1984   | STS-41-C | Challenger | 6g 23h   | Edwards             | |
| 12                | 30 agosto              | 1984   | STS-41-D | Discovery  | 6g 0h    | Edwards             | Lancio di diversi satelliti di telecomunicazione; primo volo del Discovery |
| 13                | 5 ottobre              | 1984   | STS-41-G | Challenger | 8g 5h    | Kennedy             | Lancio del Earth Radiation Budget Satellite |
| 14                | 8 novembre             | 1984   | STS-51-A | Discovery  | 7g 23h   | Kennedy             | Lancio di diversi satelliti di telecomunicazione |
| 15                | 24 gennaio             | 1985   | STS-51-C | Discovery  | 3g 1h    | Kennedy             | Lancio del satellite Magnum |
| 16                | 12 aprile              | 1985   | STS-51-D | Discovery  | 6g 23h   | Kennedy             | Lancio di diversi satelliti di telecomunicazione |
| 17                | 29 aprile              | 1985   | STS-51-B | Challenger | 7g 0h    | Edwards             | Missione dedicata allo Spacelab |
| 18                | 17 giugno              | 1985   | STS-51-G | Discovery  | 7g 1h    | Edwards             | Lancio di diversi satelliti di telecomunicazione |
| 19                | 29 luglio              | 1985   | STS-51-F | Challenger | 7g 22h   | Edwards             | Missione dedicata allo Spacelab |
| 20                | 27 agosto              | 1985   | STS-51-I | Discovery  | 7g 2h    | Edwards             | Lancio di diversi satelliti di telecomunicazione |
| 21                | 3 ottobre              | 1985   | STS-51-J | Atlantis   | 4g 1h    | Edwards             | Lancio del satellite DSCS; primo volo dell'Atlantis |
| 22                | 30 ottobre             | 1985   | STS-61-A | Challenger | 7g 0h    | Edwards             | Missione dedicata allo Spacelab, ultima missione completata con successo dal Challenger prima della STS-51-L |
| 23                | 26 novembre            | 1985   | STS-61-B | Atlantis   | 6g 21h   | Edwards             | Lancio di diversi satelliti di telecomunicazione, compiuto esperimento per l'assemblaggio di strutture con attività extraveicolari e la costruzione di strutture spaziali |
| 24                | 12 gennaio             | 1986   | STS-61-C | Columbia   | 6g 2h    | Edwards             | Lancio di un satellite di telecomunicazione |
| 25                | 28 gennaio             | 1986   | STS-51-L | Challenger | 73sec    | N/A                 | Previsto il lancio di un satellite TDRS, incidente con perdita del veicolo e dell'equipaggio |
| 26                | 29 settembre           | 1988   | STS-26   | Discovery  | 4g 1h    | Edwards             | Lancio di un satellite TDRS; primo volo dopo la perdita del Challenger. |
| 27                | 2 dicembre             | 1988   | STS-27   | Atlantis   | 4g 9h    | Edwards             | Lancio del satellite Lacrosse 1 |
| 28                | 13 marzo               | 1989   | STS-29   | Discovery  | 4g 23h   | Edwards             | Lancio di un satellite TDRS |
| 29                | 4 maggio               | 1989   | STS-30   | Atlantis   | 4g 0h    | Edwards             | Lancio della sonda Magellano verso Venere |
| 30                | 8 agosto               | 1989   | STS-28   | Columbia   | 5g 1h    | Edwards             | Lancio di un satellite |
| 31                | 18 ottobre             | 1989   | STS-34   | Atlantis   | 4g 23h   | Edwards             | Lancio della sonda Galileo verso Giove |
| 32                | 22 novembre            | 1989   | STS-33   | Discovery  | 5g 0h    | Edwards             | Lancio di un satellite Magnum |
| 33                | 9 gennaio              | 1990   | STS-32   | Columbia   | 10g 21h  | Edwards             | Lancio del satellite SYNCOM IV-F5 |
| 34                | 28 febbraio            | 1990   | STS-36   | Atlantis   | 4g 10h   | Edwards             | Lancio di un satellite spia classificato (Programma Misty) |
| 35                | 24 aprile              | 1990   | STS-31   | Discovery  | 5g 1h    | Edwards             | Lancio del Telescopio Spaziale Hubble |
| 36                | 6 ottobre              | 1990   | STS-41   | Discovery  | 4g 2h    | Edwards             | Lancio della sonda Ulysses per lo studio del Sole |
| 37                | 15 novembre            | 1990   | STS-38   | Atlantis   | 4g 21h   | Kennedy             | Lancio di un satellite Magnum |
| 38                | 2 dicembre             | 1990   | STS-35   | Columbia   | 8g 23h   | Edwards             | Utilizzo dell'osservatorio ASTRO-1 |
| 39                | 5 aprile               | 1991   | STS-37   | Atlantis   | 5g 23h   | Edwards             | Lancio del Compton Gamma Ray Observatory |
| 40                | 28 aprile              | 1991   | STS-39   | Discovery  | 8g 7h    | Kennedy             | Prima missione non classificata del Dipartimento della Difesa Statunitense |
| 41                | 5 giugno               | 1991   | STS-40   | Columbia   | 9g 2h    | Edwards             | Missione dedicata allo Spacelab |
| 42                | 2 agosto               | 1991   | STS-43   | Atlantis   | 8g 21h   | Kennedy             | Lancio di un satellite TDRS |
| 43                | 12 settembre           | 1991   | STS-48   | Discovery  | 5g 8h    | Edwards             | Lancio del satellite Upper Atmosphere Research Satellite |
| 44                | 24 novembre            | 1991   | STS-44   | Atlantis   | 6g 22h   | Edwards             | Lancio di un satellite DSP |
| 45                | 22 gennaio             | 1992   | STS-42   | Discovery  | 8g 1h    | Edwards             | Missione dedicata allo Spacelab |
| 46                | 24 marzo               | 1992   | STS-45   | Atlantis   | 8g 22h   | Kennedy             | Piattaforma scientifica ATLAS-1 |
| 47                | 7 maggio               | 1992   | STS-49   | Endeavour  | 8g 21h   | Edwards             | Riparazione del satellite Intelsat VI; primo volo dell'Endeavour |
| 48                | 25 giugno              | 1992   | STS-50   | Columbia   | 13g 19h  | Kennedy             | Missione dedicata allo Spacelab |
| 49                | 31 luglio              | 1992   | STS-46   | Atlantis   | 7g 23h   | Kennedy             | Tentativo di rilasciare un satellite tethered |
| 50                | 12 settembre           | 1992   | STS-47   | Endeavour  | 7g 22h   | Kennedy             | Missione dedicata allo Spacelab |
| 51                | 22 ottobre             | 1992   | STS-52   | Columbia   | 9g 20h   | Kennedy             | Lancio di un satellite LAGEOS II, esperimenti di microgravità |
| 52                | 2 dicembre             | 1992   | STS-53   | Discovery  | 7g 7h    | Edwards             | Lancio di un satellite classificato del Dipartimento della Difesa Statunitense |
| 53                | 13 gennaio             | 1993   | STS-54   | Endeavour  | 5g 23h   | Kennedy             | Lancio di un satellite TDRS |
| 54                | 8 aprile               | 1993   | STS-56   | Discovery  | 9g 6h    | Kennedy             | Piattaforma scientifica ATLAS-2 |
| 55                | 26 aprile              | 1993   | STS-55   | Columbia   | 9g 23h   | Edwards             | Missione dedicata allo Spacelab |
| 56                | 21 giugno              | 1993   | STS-57   | Endeavour  | 9g 23h   | Kennedy             | Spacehab, EURECA |
| 57                | 12 settembre           | 1993   | STS-51   | Discovery  | 9g 20h   | Kennedy             | Lancio di un satellite ACTS |
| 58                | 18 ottobre             | 1993   | STS-58   | Columbia   | 14g 0h   | Edwards             | Missione dedicata allo Spacelab |
| 59                | 2 dicembre             | 1993   | STS-61   | Endeavour  | 10g 19h  | Kennedy             | Manutenzione del Telescopio Spaziale Hubble |
| 60                | 3 febbraio             | 1994   | STS-60   | Discovery  | 7g 6h    | Kennedy             | Spacehab, Wake Shield Facility |
| 61                | 4 marzo                | 1994   | STS-62   | Columbia   | 13g 23h  | Kennedy             | Esperimenti di microgravità |
| 62                | 9 aprile               | 1994   | STS-59   | Endeavour  | 11g 5h   | Kennedy             | Space Radar Laboratory-1 |
| 63                | 8 luglio               | 1994   | STS-65   | Columbia   | 14g 17h  | Kennedy             | Missione dedicata allo Spacelab |
| 64                | 9 settembre            | 1994   | STS-64   | Discovery  | 10g 22h  | Edwards             | Diversi esperimenti scientifici; SPARTAN |
| 65                | 30 settembre           | 1994   | STS-68   | Endeavour  | 11g 5h   | Edwards             | Space Radar Laboratory-2 |
| 66                | 3 novembre             | 1994   | STS-66   | Atlantis   | 10g 22h  | Edwards             | Piattaforma scientifica ATLAS-3 |
| 67                | 3 febbraio             | 1995   | STS-63   | Discovery  | 8g 6h    | Kennedy             | Primo rendezvous con la stazione spaziale Mir |
| 68                | 2 marzo                | 1995   | STS-67   | Endeavour  | 16g 15h  | Edwards             | ASTRO-2 |
| 69                | 27 giugno              | 1995   | STS-71   | Atlantis   | 9g 19h   | Kennedy             | Primo attracco di uno Shuttle sulla stazione Mir |
| 70                | 13 luglio              | 1995   | STS-70   | Discovery  | 8g 22h   | Kennedy             | Lancio di un satellite TDRS |
| 71                | 7 settembre            | 1995   | STS-69   | Endeavour  | 10g 20h  | Kennedy             | Wake Shield Facility, SPARTAN |
| 72                | 20 ottobre             | 1995   | STS-73   | Columbia   | 15g 21h  | Kennedy             | Missione dedicata allo Spacelab |
| 73                | 12 novembre            | 1995   | STS-74   | Atlantis   | 8g 4h    | Kennedy             | Attracco con la stazione Mir |
| 74                | 11 gennaio             | 1996   | STS-72   | Endeavour  | 8g 22h   | Kennedy             | Recupero dello Space Flyer Unit |
| 75                | 22 febbraio            | 1996   | STS-75   | Columbia   | 15g 17h  | Kennedy             | Satellite Tethered |
| 76                | 22 marzo               | 1996   | STS-76   | Atlantis   | 9g 5h    | Kennedy             | Attracco con la stazione Mir |
| 77                | 19 maggio              | 1996   | STS-77   | Endeavour  | 10g 0h   | Kennedy             | Spacehab; SPARTAN |
| 78                | 20 giugno              | 1996   | STS-78   | Columbia   | 16g 21h  | Kennedy             | Missione dedicata allo Spacelab |
| 79                | 16 settembre           | 1996   | STS-79   | Atlantis   | 10g 3h   | Kennedy             | Attracco con la stazione Mir |
| 80                | 19 novembre            | 1996   | STS-80   | Columbia   | 17g 15h  | Kennedy             | Wake Shield Facility; ASTRO-SPAS |
| 81                | 12 gennaio             | 1997   | STS-81   | Atlantis   | 10g 4h   | Kennedy             | Attracco con la stazione Mir |
| 82                | 11 febbraio            | 1997   | STS-82   | Discovery  | 9d 23h   | Kennedy             | Manutenzione del Telescopio Spaziale Hubble |
| 83                | 4 aprile               | 1997   | STS-83   | Columbia   | 3g 23h   | Kennedy             | Missione terminata a causa di un problema alle celle a combustibile |
| 84                | 15 maggio              | 1997   | STS-84   | Atlantis   | 9g 5h    | Kennedy             | Attracco con la stazione Mir |
| 85                | 1º luglio              | 1997   | STS-94   | Columbia   | 15g 16h  | Kennedy             | Missione dedicata allo Spacelab |
| 86                | 7 agosto               | 1997   | STS-85   | Discovery  | 11g 20h  | Kennedy             | CRISTA-SPAS |
| 87                | 25 settembre           | 1997   | STS-86   | Atlantis   | 10g 19h  | Kennedy             | Attracco con la stazione Mir |
| 88                | 19 novembre            | 1997   | STS-87   | Columbia   | 15g 16h  | Kennedy             | Esperimenti in microgravità |
| 89                | 22 gennaio             | 1998   | STS-89   | Endeavour  | 8g 19h   | Kennedy             | Attracco con la stazione Mir |
| 90                | 17 aprile              | 1998   | STS-90   | Columbia   | 15g 21h  | Kennedy             | Missione dedicata allo Spacelab |
| 91                | 2 giugno               | 1998   | STS-91   | Discovery  | 9g 19h   | Kennedy             | Ultimo attracco con la stazione Mir |
| 92                | 29 ottobre             | 1998   | STS-95   | Discovery  | 8g 21h   | Kennedy             | Spacehab; nuovo volo di John Glenn |
| 93                | 4 dicembre             | 1998   | STS-88   | Endeavour  | 11g 19h  | Kennedy             | volo 2A per l'assemblaggio della Stazione Spaziale Internazionale: Modulo Unity (Node 1) Primo volo di assemblaggio della Stazione spaziale internazionale ISS |
| 94                | 27 maggio              | 1999   | STS-96   | Discovery  | 9g 19h   | Kennedy             | Rifornimenti per la ISS |
| 95                | 23 luglio              | 1999   | STS-93   | Columbia   | 4g 22h   | Kennedy             | Lancio del Chandra X-ray Observatory |
| 96                | 19 dicembre            | 1999   | STS-103  | Discovery  | 7g 23h   | Kennedy             | Manutenzione del Telescopio spaziale Hubble |
| 97                | 11 febbraio            | 2000   | STS-99   | Endeavour  | 11g 5h   | Kennedy             | Missione Shuttle Radar Topography |
| 98                | 19 maggio              | 2000   | STS-101  | Atlantis   | 9g 21h   | Kennedy             | Rifornimenti per la ISS |
| 99                | 8 settembre            | 2000   | STS-106  | Atlantis   | 11g 19h  | Kennedy             | Rifornimenti per la ISS |
| 100               | 11 ottobre             | 2000   | STS-92   | Discovery  | 12g 21h  | Edwards             | volo 3A per l'assemblaggio della Stazione Spaziale Internazionale: Segmento Z1 |
| 101               | 30 novembre            | 2000   | STS-97   | Endeavour  | 10g 19h  | Kennedy             | volo 4A per l'assemblaggio della Stazione Spaziale Internazionale: Segmento P6, pannelli solari |
| 102               | 7 febbraio             | 2001   | STS-98   | Atlantis   | 12g 21h  | Edwards             | volo 5A per l'assemblaggio della Stazione Spaziale Internazionale: Laboratorio Destiny |
| 103               | 8 marzo                | 2001   | STS-102  | Discovery  | 12g 19h  | Kennedy             | Rifornimenti per la ISS, rotazione dell'equipaggio |
| 104               | 19 aprile              | 2001   | STS-100  | Endeavour  | 11g 21h  | Edwards             | volo 6A per l'assemblaggio della Stazione Spaziale Internazionale: Braccio robotico |
| 105               | 12 luglio              | 2001   | STS-104  | Atlantis   | 12g 18h  | Kennedy             | volo 7A per l'assemblaggio della Stazione Spaziale Internazionale: Joint Airlock |
| 106               | 10 agosto              | 2001   | STS-105  | Discovery  | 11g 21h  | Kennedy             | Rifornimenti per la ISS, rotazione dell'equipaggio |
| 107               | 5 dicembre             | 2001   | STS-108  | Endeavour  | 11g 19h  | Kennedy             | Rifornimenti per la ISS, rotazione dell'equipaggio |
| 108               | 1º marzo               | 2002   | STS-109  | Columbia   | 10g 22h  | Kennedy             | Manutenzione del Telescopio Spaziale Hubble, ultima missione effettuata con successo dal Columbia prima della STS-107 |
| 109               | 8 aprile               | 2002   | STS-110  | Atlantis   | 10g 19h  | Kennedy             | volo 8A per l'assemblaggio della Stazione Spaziale Internazionale: segmento S0 |
| 110               | 5 giugno               | 2002   | STS-111  | Endeavour  | 13g 20h  | Edwards             | Rifornimenti per la ISS, rotazione dell'equipaggio, Mobile Base System |
| 111               | 7 ottobre              | 2002   | STS-112  | Atlantis   | 10g 19h  | Kennedy             | volo 9A per l'assemblaggio della Stazione Spaziale Internazionale: segmento S1 |
| 112               | 23 novembre            | 2002   | STS-113  | Endeavour  | 13g 18h  | Kennedy             | volo 11A per l'assemblaggio della Stazione Spaziale Internazionale: segmento P1, rotazione dell'equipaggio, ultima missione prima della STS-107 |
| 113               | 16 gennaio             | 2003   | STS-107  | Columbia   | 15g 22h  | Kennedy (previsto)  | Spacehab; incidente al rientro con perdita del veicolo e dell'equipaggio |
| 114               | 26 luglio              | 2005   | STS-114  | Discovery  | 13g 21h  | Edwards             | Primo volo dopo l'incidente al Columbia. Valutazione e test della sicurezza, rifornimenti e riparazioni per la ISS, MPLM Raffaello |
| 115               | 4 luglio               | 2006   | STS-121  | Discovery  | 12g 18h  | Kennedy             | ISS Flight ULF1.1: Rifornimento e rotazione dell'equipaggio, MPLM Leonardo |
| 116               | 9 settembre            | 2006   | STS-115  | Atlantis   | 11g 19h  | Kennedy             | volo 12A per l'assemblaggio della Stazione Spaziale Internazionale: segmento P3/P4, Pannelli solari |
| 117               | 9 dicembre             | 2006   | STS-116  | Discovery  | 12g 21h  | Kennedy             | volo 12A.1 per l'assemblaggio della Stazione Spaziale Internazionale: segmento P5 e Spacehab-SM, rotazione dell'equipaggio |
| 118               | 8 giugno               | 2007   | STS-117  | Atlantis   | 13g 20h  | Edwards             | volo 13A per l'assemblaggio della Stazione Spaziale Internazionale: segmento S3/S4, Pannelli solari, rotazione dell'equipaggio |
| 119               | 9 agosto               | 2007   | STS-118  | Endeavour  | 12g 18h  | Kennedy             | volo 13A.1 per l'assemblaggio della Stazione Spaziale Internazionale: segmento S5, Spacehab-SM e ESP3. Primo utilizzo dell'SSPTS |
| 120               | 23 ottobre             | 2007   | STS-120  | Discovery  | 15g 2h   | Kennedy             | volo 10A per l'assemblaggio della Stazione Spaziale Internazionale: modulo Harmony (Node 2), rotazione dell'equipaggio |
| 121               | 7 febbraio             | 2008   | STS-122  | Atlantis   | 13g      | Kennedy             | volo 1E per l'assemblaggio della Stazione Spaziale Internazionale: laboratorio Columbus, rotazione dell'equipaggio |
| 122               | 11 marzo               | 2008   | STS-123  | Endeavour  | 15g 18h  | Kennedy             | volo 1J/A per l'assemblaggio della Stazione Spaziale Internazionale: JEM ELM PS e SPDM, rotazione dell'equipaggio |
| 123               | 31 maggio              | 2008   | STS-124  | Discovery  | 13g 18h  | Kennedy             | volo 1J per l'assemblaggio della Stazione Spaziale Internazionale: JEM PM e JEM RMS |
| 124               | 14 novembre            | 2008   | STS-126  | Endeavour  | 15g 20h  | Edwards             | Volo ULF2 per la ISS: MPLM Leonardo |
| 126               | 15 marzo               | 2009   | STS-119  | Discovery  | 12g 19h  | Kennedy             | volo 15A per l'assemblaggio della Stazione Spaziale Internazionale: Segmento S6, Pannelli solari |
| 125               | 12 maggio              | 2009   | STS-125  | Atlantis   | 12g 21h  | Edwards             | Manutenzione del Telescopio Spaziale Hubble (HST SM-04) Ultimo volo non dedicato alla ISS. Ultima missione di manutenzione di Hubble |
| 127               | 15 luglio              | 2009   | STS-127  | Endeavour  | 16g 15h  | Kennedy             | volo 2J/A per l'assemblaggio della Stazione Spaziale Internazionale: JEM Exposed Facility (EF), JEM ELM ES, Integrated Cargo Carrier (ICC) |
| 128               | 29 agosto              | 2009   | STS-128  | Discovery  | 13g 21h  | Edwards             | volo 17A per l'assemblaggio della Stazione Spaziale Internazionale: MPLM Leonardo, Lightweight Multi-Purpose Experiment Support Structure Carrier (LMC) |
| 129               | 16 novembre            | 2009   | STS-129  | Atlantis   | 10g 19h  | Kennedy             | Volo ULF3 per la ISS: Express 1 & Express 2. |
| 130               | 7 febbraio             | 2010   | STS-130  | Endeavour  | 13g 18h  | Kennedy             | volo 20A per l'assemblaggio della Stazione Spaziale Internazionale: Tranquility e Cupola |
| 131               | 5 aprile               | 2010   | STS-131  | Discovery  | 15g 2h   | Kennedy             | volo 19A per l'assemblaggio della Stazione Spaziale Internazionale: MPLM Leonardo |
| 132               | 14 maggio              | 2010   | STS-132  | Atlantis   | 11g 18h  | Kennedy             | volo ULF4: Integrated Cargo Carrier (ICC), Mini Research Module (MRM1) |
| 133               | 24 febbraio            | 2011   | STS-133  | Discovery  | 12g 19h  | Kennedy             | volo ULF5, PMM Leonardo (ex MPLM, che è stato agganciato in maniera definitiva), ELC 3. Ultimo volo per Discovery |
| 134               | 16 maggio              | 2011   | STS-134  | Endeavour  | 15g 17h  | Kennedy             | volo ULF6, ELC 4, ROEU, Alpha Magnetic Spectrometer. Ultimo volo per Endeavour |
| 135               | 8 luglio               | 2011   | STS-135  | Atlantis   | 12g 18h  | Kennedy             | Multi-Purpose Logistics Module e al Lightweight Multi-Purpose Carrier. Ultimo volo per Atlantis e ultimo volo del Programma Space Shuttle. |
| Missioni speciali |                        |        |          |            |          |                     | |
| *                 | non è stata effettuata | 2005-6 | STS-300  | Atlantis   | ~11g     |                     | Missione di recupero per l'eventuale danneggiamento dello Shuttle Discovery nelle missioni STS-114/STS-121. |
| *                 | non è stata effettuata | 2006   | STS-301  | Discovery  | ~11g     |                     | Missione di recupero per l'eventuale danneggiamento dello Shuttle Atlantis nella missione STS-115. |
| *                 | non è stata effettuata | 2007   | STS-317  | Atlantis   | ~11g     |                     | Missione di recupero per l'eventuale danneggiamento dello Shuttle Discovery nella missione STS-116. |
| *                 | non è stata effettuata | 2007   | STS-318  | Endeavour  | ~11g     |                     | Missione di recupero per l'eventuale danneggiamento dello Shuttle Atlantis nella missione STS-117. |
| *                 | non è stata effettuata | 2007   | STS-322  | Discovery  | ~11g     |                     | Missione di recupero per l'eventuale danneggiamento dello Shuttle Endeavour nella missione STS-118. |
| *                 | non è stata effettuata | 2007   | STS-320  | Atlantis   | ~11g     |                     | Missione di recupero per l'eventuale danneggiamento dello Shuttle Discovery nella missione STS-120. |
| *                 | non è stata effettuata | 2008   | STS-323  | Endeavour  | ~11g     |                     | Missione di recupero per l'eventuale danneggiamento dello Shuttle Atlantis nella missione STS-122. |
| *                 | non è stata effettuata | 2008   | STS-324  | Discovery  | ~11g     |                     | Missione di recupero per l'eventuale danneggiamento dello Shuttle Endeavour nella missione STS-123. |
| *                 | non è stata effettuata | 2008   | STS-326  | Endeavour  | ~11g     |                     | Missione di recupero per l'eventuale danneggiamento dello Shuttle Discovery nella missione STS-124. |
| *                 | non è stata effettuata | 2008   | STS-400  | Endeavour  | ~11g     |                     | Missione di recupero per l'eventuale danneggiamento dello Shuttle Atlantis nella missione STS-125. |
| *                 | non è stata effettuata | 2009   | STS-327  | Endeavour  | ~11g     |                     | Missione di recupero per l'eventuale danneggiamento dello Shuttle Discovery nella missione STS-119. |
| *                 | non è stata effettuata | 2009   | STS-401  | -          | ~11g     |                     | Missione di recupero per l'eventuale danneggiamento dello Shuttle Atlantis nella missione STS-125. La NASA ha creato una nuova missione di recupero poiché la missione STS-125 aveva subito un forte ritardo negli ultimi mesi del 2008, ed era stata rimandata. Per questo motivo l'Endeavour, che era stato assegnato alla STS-400, venne utilizzato nella missione STS-126 e non sarebbe possibile impiegarlo dopo poco tempo come Shuttle di riserva. |
| *                 | non è stata effettuata | 2009   | STS-328  | Discovery  | ~11g     |                     | Missione di recupero per l'eventuale danneggiamento dello Shuttle Endeavour nella missione STS-127. |
| *                 | non è stata effettuata | 2009   | STS-329  | Atlantis   | ~11g     |                     | Missione di recupero per l'eventuale danneggiamento dello Shuttle Discovery nella missione STS-128. |
| *                 | non è stata effettuata | 2009   | STS-330  | Endeavour  | ~11g     |                     | Missione di recupero per l'eventuale danneggiamento dello Shuttle Atlantis nella missione STS-129. |
| *                 | non è stata effettuata | 2010   | STS-331  | Atlantis   | ~11g     |                     | Missione di recupero per l'eventuale danneggiamento dello Shuttle Endeavour nella missione STS-130. |
| *                 | non è stata effettuata | 2010   | STS-332  | Discovery  | ~11g     |                     | Missione di recupero per l'eventuale danneggiamento dello Shuttle Atlantis nella missione STS-131. |
| *                 | non è stata effettuata | 2010   | STS-333  | Endeavour  | ~11g     |                     | Missione di recupero per l'eventuale danneggiamento dello Shuttle Discovery nella missione STS-132. |
| *                 |                        | 2010   | STS-334  | Atlantis   | ~11g     |                     | Missione di recupero per l'eventuale danneggiamento dello Shuttle Discovery nella missione STS-133. Questa missione è stata comunque effettuata, verso la Stazione Spaziale, come STS-134. |
| *                 | -                      | 2010   | STS-335  | Atlantis   | ~11g     |                     | Missione di recupero per l'eventuale danneggiamento dello Shuttle Endeavour nella missione STS-134. Questa missione è stata comunque effettuata, verso la Stazione Spaziale, come STS-135. |